# 齊君榮
齊君榮（1576年—？），字龍寵、又字锡之，號葵心，山东济南府武定州阳信县人，明朝政治人物。

## 生平
萬曆二十二年（1594年）甲午科山东乡试举人，三十五年（1607年）丁未科进士，刑部观政，三十六年六月授山西壶关县知县，三十八年调长治县，四十年升户部主事，管崇文税课，四十一年考察。补丰润知县，四十二年升户部主事，四十六年补户部贵州司主事，管禄米仓，四十七年升云南司郎中，辽东管粮，天启三年京察，六年补延庆知州。

## 家族
曾祖齐璠。祖父齐继祖。父齐东岚。母王氏。慈侍下。